# Sies baraos trapolorum
Siès baraòs trapolorum non è propriamente una frase latina, ma una storpiatura presente ne I promessi sposi. La frase è detta da Renzo Tramaglino nel cap. XIV, durante la rivolta del pane, parlando del vizio che hanno i potenti della citazione, fraintendendo le frasi in spagnolo che Antonio Ferrer intercalava nella sua arringa per turlupinare la folla.
(Alessandro Manzoni, I Promessi Sposi, Cap XIV)